# Oxypoda impressa
Oxypoda impressa är en skalbaggsart som beskrevs av Thomas Casey 1893. Oxypoda impressa ingår i släktet Oxypoda och familjen kortvingar. Inga underarter finns listade i Catalogue of Life.